# San Saba (Texas)
San Saba è un comune (town) degli Stati Uniti d'America e capoluogo della contea di San Saba nello Stato del Texas. La popolazione era di 3.099 abitanti al censimento del 2010. È situata nel Texas centrale.

## Geografia fisica
San Saba è situata a 31°11′43″N 98°43′30″W (31.195298, -98.725003).
Secondo lo United States Census Bureau, la città ha una superficie totale di 5,31 km², dei quali 5,31 km² di territorio e 0 km² di acque interne (0% del totale).

## Società

### Evoluzione demografica
Secondo il censimento del 2010, la popolazione era di 3.099 abitanti.

### Etnie e minoranze straniere
Secondo il censimento del 2010, la composizione etnica della città era formata dal 76,96% di bianchi, il 5,65% di afroamericani, lo 0,84% di nativi americani, lo 0,26% di asiatici, lo 0% di oceanici, il 14,81% di altre razze, e l'1,48% di due o più etnie. Ispanici o latinos di qualunque razza erano il 42,11% della popolazione.